# Medicina ambiental

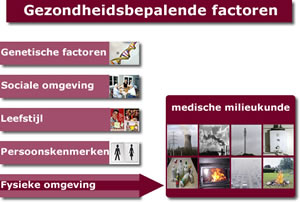
Descripción esquemática del encuadre de la ciencia médica ambiental dentro de los factores determinantes de la salud.

No debe confundirse con la ecología clínica (a veces también llamada "medicina ambiental").
La medicina ambiental es un campo multidisciplinario que involucra la medicina, la ciencia ambiental, la química y otros, superpuestos con la patología ambiental. Puede ser visto como la rama médica del campo más amplio de la salud ambiental. El alcance de este campo implica el estudio de las interacciones entre el medio ambiente y la salud humana, y el papel del medio ambiente en causar o mediar enfermedades. Como un campo de estudio especializado, tanto médicos como políticos lo miran con sentimientos encontrados, ya que la suposición básica es que la salud se ve afectada de manera más amplia y dramática por las toxinas ambientales de lo que se reconoce previamente. 
Los factores ambientales en la causa de las enfermedades ambientales se pueden clasificar en: 
- Físico
- Químico
- Biológico
- Social (incluidas las variables psicológicas y culturales)
- Ergonómico
- Seguridad
- Cualquier combinación de las anteriores

En los Estados Unidos, el Colegio Americano de Medicina Ocupacional y Ambiental (OCOEM) supervisa la certificación de la junta de médicos en medicina ambiental (y ocupacional). Esta certificación de la junta no está reconocida por la Junta Americana de Especialidades Médicas. 

## Enfoques actuales de la medicina ambiental
Si bien la medicina ambiental es un campo amplio, algunos de los temas más destacados actualmente incluyen: 
- Los efectos del agotamiento del ozono y el aumento resultante de la radiación UV en humanos con respecto al cáncer de piel.
- Los efectos de los accidentes nucleares o los efectos de un ataque terrorista con bomba sucia y los efectos resultantes de material radiactivo y radiación en humanos.
- Los efectos de las sustancias químicas en los humanos, como la dioxina, especialmente con respecto a los efectos sobre el desarrollo y el cáncer.
- Exposición al gas radón en los hogares de las personas.
- Contaminación del aire y del agua en la salud de las personas.[2]
- El envenenamiento por mercurio y la exposición a los humanos, aunque incluyen peces y vida marina en su dieta.
- Envenenamiento por plomo de gasolina con plomo, pintura y plomería.
- Enfermedades de transmisión por agua
- Comida envenenada
- Calidad del aire interior

Según estimaciones recientes, alrededor del 5 al 10% de los años de vida ajustados por enfermedad (AVAD) perdidos se deben a causas ambientales. Con mucho, el factor más importante es la contaminación por partículas finas en el aire urbano.

## Alcance de la medicina ambiental
La medicina ambiental se ocupa principalmente de la prevención. Las infecciones transmitidas por los alimentos o las infecciones transmitidas por el agua (por ej., cólera y gastroenteritis causadas por norovirus o campilobacterias) son preocupaciones típicas de la medicina ambiental, pero algunas opiniones en los campos de la microbiología sostienen que los virus, bacterias y hongos que estudian no son dentro del alcance de la medicina ambiental si la propagación de la infección es directamente de humano a humano. Gran parte de la epidemiología, que estudia los patrones de enfermedades y lesiones, no está dentro del alcance de la medicina ambiental, pero, por ejemplo, la epidemiología de la contaminación del aire es una rama muy activa de la salud ambiental y la medicina ambiental. Cualquier enfermedad con un gran componente genético generalmente queda fuera del alcance de la medicina ambiental, pero en enfermedades como el asma o las alergias se necesitan enfoques genéticos y ambientales. 

## "Medicina ambiental" militar
El ejército de EE. UU., desde al menos 1961, ha utilizado el término "medicina ambiental" en un sentido diferente al anterior. Su Instituto de Investigación de Medicina Ambiental del Ejército de EE. UU., en Natick, Massachusetts, realiza investigaciones básicas y aplicadas para determinar cómo la exposición al calor extremo, el frío severo, la altitud terrestre alta, las tareas ocupacionales militares, el entrenamiento físico, las operaciones de despliegue y los factores nutricionales afectan la salud y desempeño del personal militar. La investigación sobre el efecto de los contaminantes ambientales en el personal militar no forma parte de la misión de USARIEM, pero está dentro del ámbito del Centro de Investigación de Salud Ambiental del Ejército de EE. UU. en Fort Detrick, Maryland. 

## Otras lecturas
- Ladou, Joseph and Robert Harrison (2014). Current Occupational & Environmental Medicine (5th edición). McGraw-Hill Professional. ISBN 0-07-144313-4.  Ladou, Joseph and Robert Harrison (2014). Current Occupational & Environmental Medicine (5th edición). McGraw-Hill Professional. ISBN 0-07-144313-4.  Ladou, Joseph and Robert Harrison (2014). Current Occupational & Environmental Medicine (5th edición). McGraw-Hill Professional. ISBN 0-07-144313-4.
- Tuomisto, Jouko (2010). Arsénico a las zoonosis. Cien preguntas sobre el medio ambiente y la salud. http://en.opasnet.org/w/Arsenic_to_zoonoses